# 福田達夫
福田 達夫（ふくだ たつお、1967年3月5日 - ）は、日本の政治家。自由民主党所属の衆議院議員（5期）、自由民主党幹事長代行（第9代）。
自由民主党総務会長（第59代）、自由民主党筆頭副幹事長、防衛大臣政務官兼内閣府大臣政務官（第3次安倍第3次改造内閣・第4次安倍内閣）を歴任。
祖父は第67代内閣総理大臣の福田赳夫、父は第91代内閣総理大臣の福田康夫。母方の曾祖父は大蔵大臣などを歴任した櫻内幸雄。元衆議院議員の越智隆雄は従兄にあたる。

## 来歴

### 生い立ち
東京都出身（現住所は群馬県高崎市貝沢町）。父・康夫は当時、丸善石油に勤務していた。慶應義塾幼稚舎、慶應義塾普通部、慶應義塾高等学校、慶應義塾大学法学部法律学科卒業。大学卒業後はアメリカ合衆国のジョンズ・ホプキンズ大学高等国際関係学研究所の研究員を経て、帰国後は三菱商事に入社。おもに調査部門に勤務した。

### 政界入り
父が第2次小泉内閣で内閣官房長官を務めていた2004年、同社退社。福田康夫事務所に入所し、私設秘書を務める。2007年、父が内閣総理大臣に就任した際は内閣総理大臣秘書官を務めた。
2012年9月26日、父が高崎市内で開いた後援会の会合で、次期衆議院議員総選挙に立候補せず、政界を引退する意向を表明した。引退表明を受け、自由民主党群馬県連が候補者の公募を行ったが、自身以外の応募がなく、達夫が公認を受けた。同年12月の第46回衆議院議員総選挙では、群馬4区で民主、維新の新人らを破り、初当選した。当選後しばらくは特定の派閥に所属していなかったが、2013年12月5日に祖父が創設し、父も所属していた清和政策研究会に入会した。2014年の第47回衆議院議員総選挙で再選。
2015年5月、武井俊輔、國場幸之助、石崎徹が立ち上げた勉強会「過去を学び“分厚い保守政治”を目指す若手議員の会」に参加した。
2017年8月7日、第3次安倍第3次改造内閣にて防衛大臣政務官兼内閣府大臣政務官に就任。同年の第48回衆議院議員総選挙で、希望の党公認の不破弘樹ら2候補を破り3選。
2021年9月10日、2021年自由民主党総裁選挙に際し自民党の派閥横断の若手国会議員有志による議員連盟「党風一新の会」を設立し、代表世話人に就任した。総裁選では岸田文雄を支持し、10月、党総裁に就任した岸田より、当選3回で閣僚未経験ながら党総務会長に抜擢された。
同年10月31日投開票の第49回衆議院議員総選挙において4選。
2022年8月10日、党役員人事に伴い総務会長を退任し、後任には遠藤利明選対委員長が就任した。
同年8月31日、党臨時総務会において筆頭副幹事長への就任が了承された。
2024年9月30日、党幹事長代行に就任した。同年10月27日投開票の第50回衆議院議員総選挙において5選。

## 政策・主張

### 憲法
- 憲法改正について、2021年のアンケートで「どちらかといえば賛成」と回答[16]。

- 憲法9条への自衛隊の明記について、2021年のアンケートで「賛成」と回答[17]。

- 憲法を改正し緊急事態条項を設けることについて、2021年の毎日新聞社のアンケートで回答しなかった[18]。

### 外交・安全保障
- 「他国からの攻撃が予想される場合には敵基地攻撃もためらうべきではない」との問題提起に対し、2021年のアンケートで「どちらかといえば賛成」と回答[16]。

- 「北朝鮮に対しては対話よりも圧力を優先すべきだ」との問題提起に対し、2021年のアンケートで「どちらとも言えない」と回答[16]。

- 普天間基地の辺野古移設について、2021年のアンケートで「賛成」と回答[16]。

### ジェンダー
- 選択的夫婦別姓制度の導入について、2021年の朝日新聞社のアンケートで「どちらかと言えば賛成」と回答[16]。同年のNHK、毎日新聞社のアンケートで回答しなかった[17][18]。

- 同性婚を可能とする法改正について、2021年の朝日新聞社のアンケートで「どちらとも言えない」と回答[16]。同年のNHKのアンケートで回答しなかった[17]。「同性婚を制度として認めるべきだと考るか」との同年の毎日新聞社のアンケートに対しても回答しなかった[18]。

- 「LGBTなど性的少数者をめぐる理解増進法案を早期に成立させるべきか」との問題提起に対し、2021年のアンケートで「どちらかと言えば賛成」と回答[16]。

- クオータ制の導入について、2021年のアンケートで「どちらかと言えば反対」と回答[17]。同年の毎日新聞社のアンケートで「反対」と回答[18]

### その他
- 「原子力発電への依存度について今後どうするべきか」との問題提起に対し、2021年のアンケートで「下げるべき」と回答[17]。

- 新型コロナウイルス対策として、消費税率の一時的な引き下げは「必要でない」と回答[17]。

- 森友学園への国有地売却をめぐる公文書改竄問題で、2021年5月6日、国は「赤木ファイル」の存在を初めて認めた[19]。しかし5月13日、菅義偉首相はファイルの存在を踏まえた再調査を行わない考えを報道各社に書面で示した[20]。9月の自民党総裁選挙で総裁に選出された岸田文雄も10月11日、衆議院本会議の代表質問で再調査の実施を否定した[21]。国の対応をどう考えるかとの同年の毎日新聞社のアンケートに対し「これ以上、調査や説明は必要ない」と回答[18]。

- 女性宮家の創設について、2012年のアンケートで「賛成」と回答[22]。

## 人物・発言

### 発言
「安倍派が揺らぐと日本の政治が揺らぐ」
安倍晋三が射殺されたことを受け、清和政策研究会（安倍派）は2022年7月21日に党本部で総会を開き、後任の派閥会長は空席とすること、当面は7人の世話人会による合議制で運営すること、派閥名称を変えないことなどを決定した。同年7月27日、福田は東京都内で講演。安倍派について「100人単位の派閥が揺らぐと、結局、日本の政治自身が揺らぐ」と述べ、「いま（課題の解決への取り組みを）やらないと本当に日本は貨幣価値の意味で二等国になってしまう」と強調した。
「（旧統一教会問題は）何が問題なのか僕はよく分かんないです」
2022年7月11日午後から、日本でも、世界平和統一家庭連合（旧統一教会）と政治家との繋がりが大手メディアで取り沙汰されるようになる。7月28日には元参議院議長の伊達忠一が、安倍が統一教会の組織票の割り振りを行っていたことを証言した。福田は7月29日の記者会見で、自民党の議員が統一教会から支援を受けていることについて、「僕自身が個人的に全く関係がないので」と前置きしたあと、「正直言います。何が問題なのか僕はよく分かんないです」「お相手の方もだいぶご迷惑なのかなと正直思っております」と述べた。

### 党派閥の裏金問題を巡る主張
2024年1月19日、安倍派は政治資金パーティー収入の裏金問題をめぐり、臨時総会を開催。所属議員の3分の2に当たる66人が出席し、安倍派は派閥解散の方針を決定した。総会後、福田は「反省の上に新しい集団をつくっていくことが大事だ」と党本部で記者団に述べた。集団のイメージについては「派閥ではなく、新しいガバナンスの形」と表現した。共同通信は福田の発言を報じた記事の見出しに「福田達夫氏『新しい集団つくる』 安倍派源流創設者の孫」と掲げ、派閥が世襲によって継続される兆しがあることを示した。「安倍派源流創設者の孫」はX（旧ツイッター）でトレンド入りし、「偽装解散だ」などの批判的なコメントが相次いだ。
また、福田自身も2020年から2022年にかけて、安倍派から計94万円の政治資金パーティー収入の還流を受けていたが、政治資金収支報告書に記載していなかった。2024年1月31日に福田は収支報告書を訂正し、「細心の注意を払うべき政治資金に関する不備があり、管理監督が不十分だった」とコメントした。4月4日に自民党党紀委員会は裏金を巡る議員の処分を発表。福田は500万円未満のため、厳重注意となった。
2024年8月には小倉将信・大野敬太郎と連名で同年9月の党総裁選挙に向けた提言を寄稿。重要な争点に党改革を挙げ、派閥の裏金問題に関しては「責任を取るべき者が責任を取ろうとする政治家としての姿勢に欠けていた」とし、所属議員への処分に関しても世論の納得を得られるよう説明を尽くすべきだと唱えた。

### その他
- 2024年の自民党総裁選においては、小林鷹之への支持を表明した[39]。上毛新聞の取材に対して、福田は決選投票での投票先は明らかにしなかった[40]。

## 家族・親族
- 曾祖父・福田善治（政治家、元金古町長）
- 曾祖父・櫻内幸雄（実業家、政治家）
- 祖父・福田赳夫（政治家、第67代内閣総理大臣）
- 祖母・福田三枝（群馬県、新井文夫の三女、大審院判事・新井善教の孫娘）
- 祖父・嶺駒夫（実業家）
- 父・福田康夫（政治家、第91代内閣総理大臣）
- 母・福田貴代子（宮城県、実業家・嶺駒夫の娘、政治家・櫻内幸雄の孫娘）
- 叔父・横手征夫（実業家）
- 義従妹・千野志麻（アナウンサー）
- 大伯父・福田平四郎（政治家、元金古町長）
- 大叔父・福田宏一（政治家）
- 大伯父・櫻内乾雄（実業家、中国電力会長）
- 大伯父・櫻内義雄（実業家、政治家、衆議院議長）
- 従叔父・太田誠一（政治家、元衆議院議員）
- 義叔父・越智通雄（政治家、元経済企画庁長官）
- 従兄・越智隆雄（政治家、元衆議院議員）
- 弟[41]
- 妹[41]
- 長男[42]

## 著書

### 寄稿
- 自民党国家戦略本部 編『日本未来図2030』、日経BP社、2014年12月、ISBN 4822225194